# Струково (станция, Дорогобужский район)
Стру́ково — бывшая железнодорожная станция в Дорогобужском районе Смоленской области России. Входит в состав Михайловского сельского поселения.
Население — 9 жителей (2007 год).
Расположена в центральной части области в 4 км к северу от Дорогобужа, в 1 км восточнее автодороги Р137 Сафоново — Рославль. В 16 км севернее от деревни находится железнодорожная станция Сафоново на линии Москва-Минск.

## История
В годы Великой Отечественной войны деревня была оккупирована гитлеровскими войсками в октябре 1941 года, освобождена в сентябре 1943 года.